# Un coupable idéal (film, 2001)
Pour les articles homonymes, voir Un coupable idéal.
Pour plus de détails, voir Fiche technique et Distribution.
Un coupable idéal est un documentaire réalisé par Jean-Xavier de Lestrade sorti en 2003.
Ce film relate l'affaire Brenton Butler (en). Son titre international est Murder on a Sunday Morning (littéralement « Meurtre un dimanche matin »). Il a reçu l'Oscar du meilleur film documentaire lors de la Cérémonie des Oscars 2002.

## Synopsis
Le 7 mai 2000 à Jacksonville en Floride, une touriste de 65 ans est tuée d'une balle dans la tête, devant son mari, par un jeune Noir qui lui vole son sac à main. Le signalement est à peine donné par les officiers de police que Brenton Butler, un garçon de 15 ans qui habite dans le même quartier, est arrêté. Son avocat commis d'office, Patrick McGuinness, va tout faire pour éviter la prison à vie au jeune homme qui sera reconnu non coupable.

## Fiche technique
- Réalisateur : Jean-Xavier de Lestrade
- Directrice de la photographie : Isabelle Razavet
- Musique : Hélène Blazy
- Montage : Pascal Vernier et Ragnar Van Leyden
- Producteur : Denis Poncet
- Format : 1,85:1
- Durée : 111 minutes
- Date de sortie en salle : 26 février 2003 en France

## Production
D'après Jean-Xavier de Lestrade (dans les bonus du DVD), ils se sont présentés dans une salle d'audience pour un autre sujet. C'est Patrick McGuinness qui les a interpellés pour leur demander de suivre le procès parce qu'il pensait son client innocent. Ce dernier est un avocat commis d'office par choix. Lui et son équipe se battent pour que leurs clients soient défendus avec la même fougue que ceux qui peuvent se payer un grand avocat de renom.

## Récompenses
- Academy Awards 2002 : Oscar du Meilleur documentaire de long métrage (Murder On A Sunday Morning)[1]